# Keno
Keno er en type talspil, hvor spilleren skal gætte op til 10 tal ud fra de 20 tal, der bliver trukket iblandt 70 mulig.
Spiltypen har eksisteret i Danmark siden 26. januar 2004 og det udbydes fra Danske Spil.
Der gættes på to op til 10 tal, og oddsne bliver højere, jo flere tal der gættes på. Tallene bliver trukket hver dag. 
Det er muligt at spille både som almindelige manuelle rækker, men Keno kan også spilles som systemspil og lynspil. Der er yderligere en mulighed i form af de to lynspil, StoreKeno og LilleKeno.
Den største danske Kenogevinst er vundet 8. november 2009 og var på 20 millioner kroner.